# Puerto Blanco, Querétaro
Puerto Blanco är en ort i Mexiko.   Den ligger i kommunen Tolimán och delstaten Querétaro Arteaga, i den centrala delen av landet, 190 km nordväst om huvudstaden Mexico City. Puerto Blanco ligger 1 880 meter över havet och antalet invånare är 412.
Terrängen runt Puerto Blanco är huvudsakligen kuperad, men norrut är den bergig. Runt Puerto Blanco är det ganska glesbefolkat, med 28 invånare per kvadratkilometer. Närmaste större samhälle är San Pablo Tolimán, 13,6 km sydost om Puerto Blanco. Trakten runt Puerto Blanco består i huvudsak av gräsmarker.